# Jean-Pierre Vernant
Jean-Pierre Vernant (Provins, 4 de janeiro de 1914 – Sèvres, 9 de janeiro de 2007) foi um historiador e antropólogo francês, especialista na Grécia Antiga, particularmente na mitologia grega. Foi professor honorário do Collège de France.

## Biografia
Inicialmente prosseguiu os estudos em filosofia, e recebeu a sua admissão neste campo em 1937.
Como membro dos "jovens comunistas", juntou-se à Resistência Francesa durante a Segunda Guerra Mundial. Foi também membro da "Libération-Sud" fundada por Emmanuel d'Astier. Depois disso comandou as "Forças Francesas do Interior" (FFI) na Haute-Garonne sob o pseudónimo de "Colonel Berthier". Ele foi um "Companheiro da Libertação".
Depois da guerra permaneceu no Partido Comunista Francês. Foi membro do comité francês de patrocínio a Década para a Promoção da Cultura de Paz e Não-Violência para as Crianças do Mundo. Ele financiou a organização Non-Violence XXI desde a sua criação em 2001.
Entrou no Centre national de la recherche scientifique (CNRS, "centro nacional de pesquisa científica") em 1948 e, sob a influência de Louis Gernet regressou aos estudos da antropologia da Grécia Antiga. Dez anos depois tornou-se director de estudos na École des hautes études en sciences sociales (EHESS). Ele escreveu frequentemente em ambos sobre as semelhanças e as diferenças entre a Grécia Antiga e a moderna Sociedade Ocidental, com notável consideração pela prática da democracia.
Em 1971 foi professor no departamento de filosofia da Universidade de São Paulo, juntamente com François Châtelet. Em razão da ditadura militar no Brasil, vários professores foram exilados, o que acabou gerando um risco de extinção do departamento de filosofia. Vernant se prontificou a ser professor do departamento, a fim de ajudar os colegas brasileiros e atrair maior atenção internacional à situação de exceção no país.
Foi galardoado com a Medalha de Ouro CNRS de 1984. Em 2002 recebeu um doutoramento "honoris causa" pela Universidade de Creta.
A sua interpretação do mito de Prometeu teve uma importante influência no filósofo Bernard Stiegler.

## Condecorações

### Condecorações e prémios
- Medalha de Ouro CNRS, 1984
- Premio di Storia, San Marino, 1991
- American Academy Award for Humanistic Studies, 1992
- Commandeur de la Légion d'honneur
- Compagnon de la Libération
- Croix de Guerre
- Grand Officier dans l'Ordre national du Mérite
- Commandeur de l'Ordre de l'Honneur de la République Hellénique
- Officier des Arts et des Lettres

### Doutoramentos "honoris causa"
- Universidade de Chicago
- Universidade de Bristol
- Universidade de Masaryk
- Universidade de Brno
- Universidade de Nápoles
- Universidade de Oxford
- Universidade de Creta (2002)

### Outras condecorações
- Membro Associado da "Académie royale de Belgique"
- Membro honorário da "American Academy of Arts and Sciences"
- Membro Correspondente da "British Academy"
- Membro Honorário da "Society for the Promotion of Hellenic Studies"
- Membro de "l'Academia Europeae"

## Publicações selecionadas
- Les origines de la pensée grecque (Paris), 1965 (= As origens do pensamento grego. São Paulo: DIFEL, 1986)
- Mythe et pensée chez les Grecs: Etudes de psychologie historique (Paris), 1965 (= Myth and Thought among the Greeks, 1983)
- With Pierre Vidal-Naquet: Mythe et tragédie en Grèce ancienne, 2 vols. (Paris), 1972, 1986 (= Tragedy and Myth in Ancient Greece, 1981; Myth and Tragedy in Ancient Greece, 1988)
- Mythe et société en Grèce ancienne (Paris), 1974 (= Myth and Society in Ancient Greece, 1978)
- Divination et rationalité, 1974
- com Marcel Détienne: Les ruses de l'intelligence: La mètis des Grecs (Paris), 1974 (= Cunning Intelligence in Greek Culture and Society, 1977)
- Religion grecque, religions antiques (Paris), 1976
- Religion, histoires, raisons (Paris), 1979
- com Marcel Détienne: La cuisine de sacrifice en pays grec (Paris), 1979 (= Cuisine of Sacrifice among the Greeks, 1989)
- com Pierre Vidal-Naquet: Travail et esclavage en Grèce ancienne (Brussels), 1988
- L'individu, la mort, l'amour: soi-même et l'autre en Grèce ancienne (Paris), 1989
- Mythe et religion en Grèce ancienne (Paris), 1990
- Figures, idoles, masques (Paris), 1990
- com Pierre Vidal-Naquet: La Grèce ancienne, 3 vols. (Paris), 1990-92
- Mortals and Immortals: Collected Essays (Princeton), 1991
- com Pierre Vidal-Naquet: Œdipe et ses mythes (Brussels), 1994
- Entre mythe et politique (Paris), 1996
- com Jean Bottéro et Clarisse Herrenschmidt: L'orient ancien et nous (Paris), 1996 (= Ancestor of the West: Writing, Reasoning, and Religion in Mesopotamia, Elam, and Greece, 2000)
- com Françoise Frontisi-Ducroux: Dans l'œil du miroir (Paris), 1997
- L'univers, les dieux, les hommes: récits grecs des origines Paris, Le Seuil, 1999
- La traversée des frontières (Paris), 2004